# Jagdschloss Karlsberg

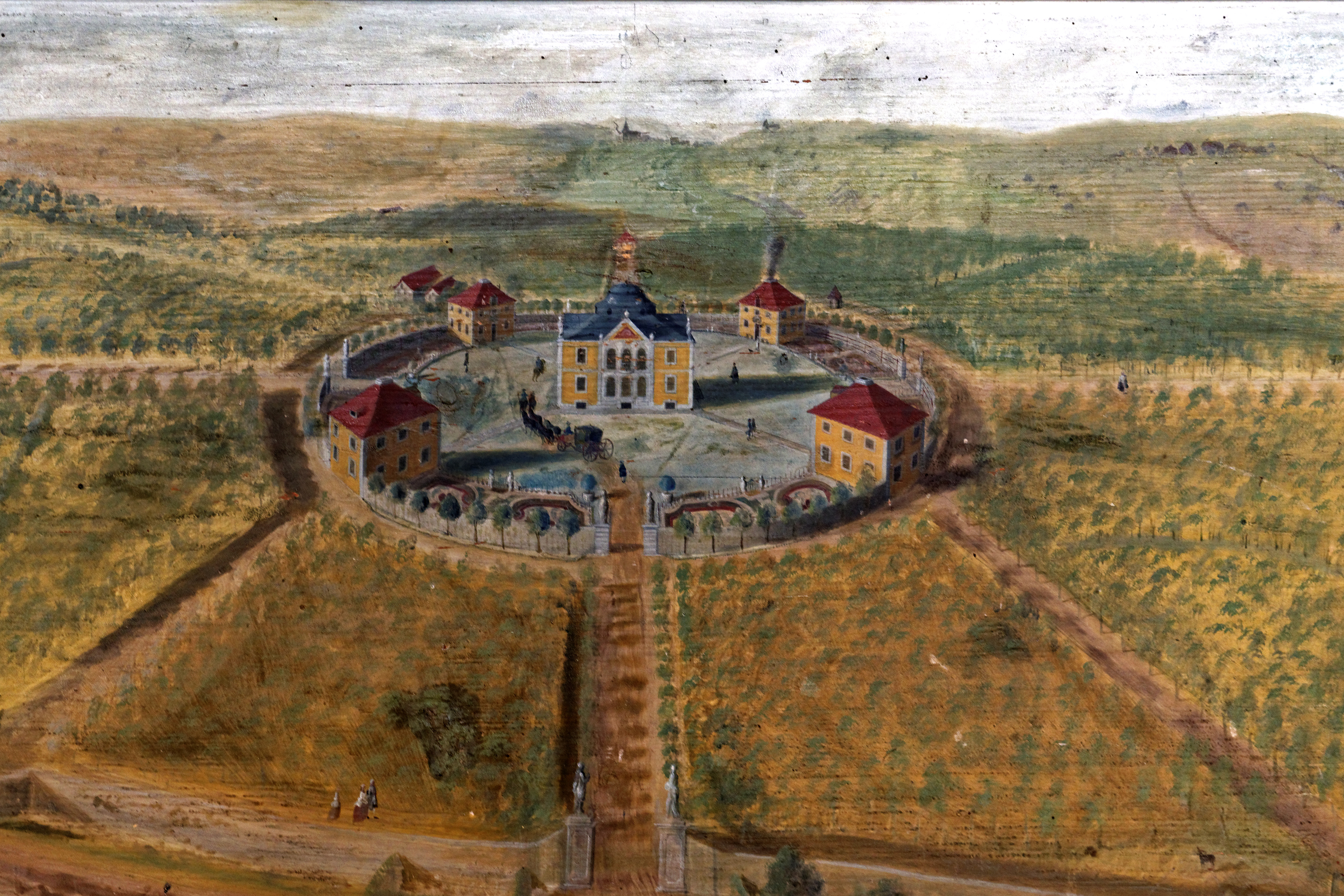
Historische Ansicht des Jagdschlosses Karlsbergs mit vier umgebenden Pavillons

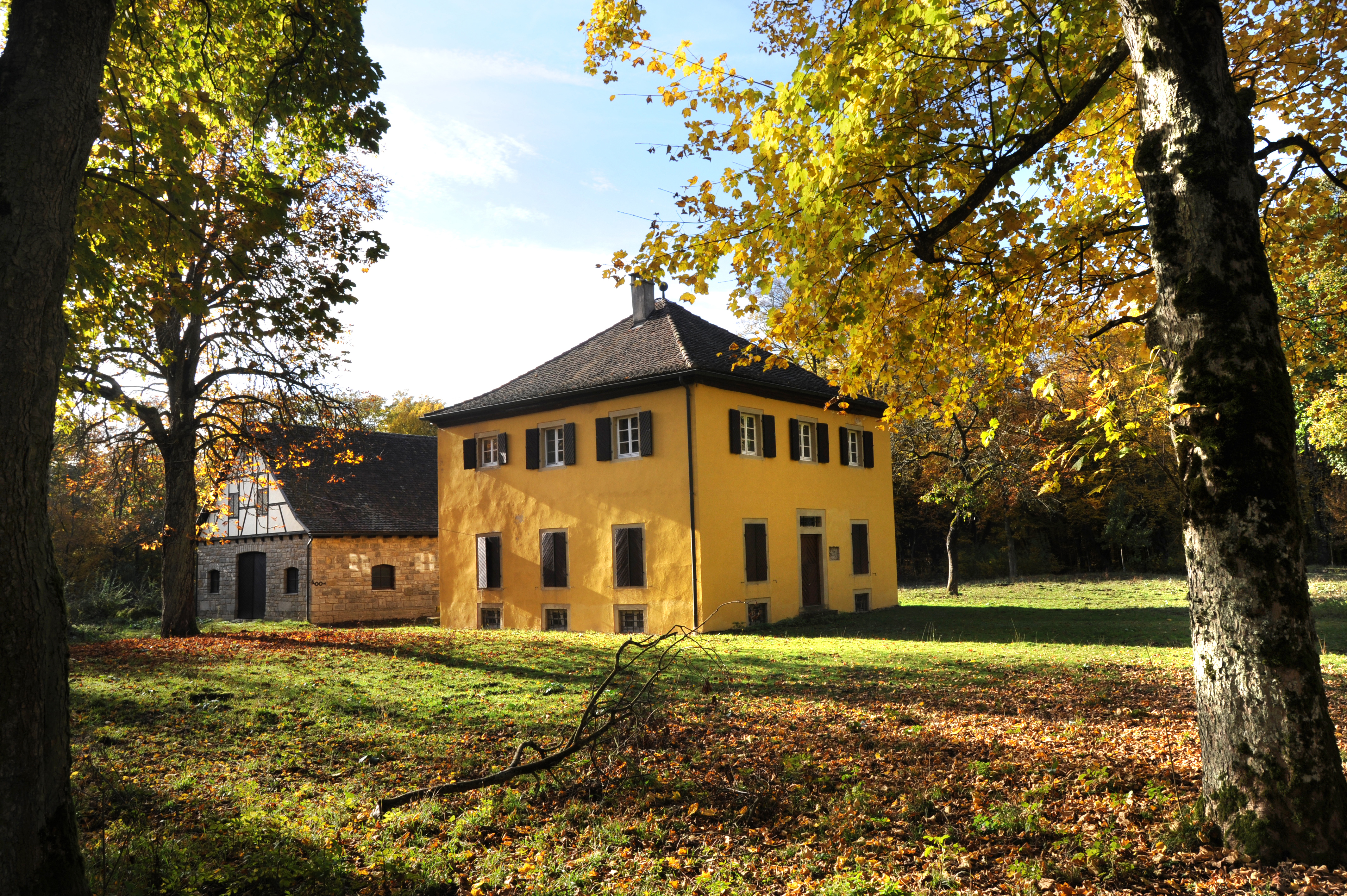
Einer von zwei heute noch erhaltenen der ursprünglich vier Pavillons

Das Jagdschloss Karlsberg, auch Schloss Karlsberg und Jagdschloss Carlsberg, ist ein abgegangenes Jagdschloss mit umgenutzten Nebengebäuden beim heutigen Wohnplatz Karlsberg bei Weikersheim im Main-Tauber-Kreis in Baden-Württemberg. Das Schloss befand sich auf dem gleichnamigen Karlsberg etwa zwei Kilometer östlich von Weikersheim über dem Vorbach- und Taubertal. Es handelte sich um eine von Graf Karl Ludwig von Hohenlohe erbaute barocke Wildparkanlage mit zweigeschossigem Jagdschlösschen und ursprünglich vier Pavillons innerhalb einer kreisrunden Ringmauer. Heute sind nur noch der Nord- und Südpavillon erhalten.

## Geschichte
Von 1727 bis 1736 wurde das Jagdschloss für Graf Karl Ludwig durch Johann Christian Lüttich errichtet. 1742/43 wurde ein Neubau errichtet. Nach 1860 wurde das Schloss abgerissen. Die noch erhaltenen Gebäude wurden zwischenzeitlich für Gastronomie und als Forsthaus mit Forstmuseum genutzt und das Gelände als Tierpark. Seit Ende 2016 befindet sich das gesamte Gelände in Privatbesitz.